# 裸蝠屬
裸蝠屬（学名：Cheiromeles），为哺乳綱、翼手目、犬吻蝠科的一屬，而與裸蝠屬（裸蝠）同科的動物尚有真蝠屬（大真蝠）、加勒比海犬吻蝠屬（秘魯犬吻蝠）、非洲犬吻蝠屬（加納犬吻蝠）等之數種哺乳動物。

## 下属物种
- 裸蝠 (黑裸體蝠) - Cheiromeles torquatus (Hairless bat)